# Ametallon rinconense
Ametallon rinconense är en stekelart som beskrevs av Christer Hansson 2004. Ametallon rinconense ingår i släktet Ametallon och familjen finglanssteklar.
Artens utbredningsområde är Costa Rica. Inga underarter finns listade i Catalogue of Life.